# Frederik Evert Everwijn Lange
Frederik Evert Everwijn Lange (Amsterdam, 17 juni 1886 – Maarn, 3 oktober 1973) was een Nederlands bestuurder.
Hij werd geboren als zoon van George Conrad Everwijn Lange (1859-1917) en jkvr. Adriana van Merlen (1860-1936). Zijn vader werd dijkgraaf en zelf volgde hij een opleiding aan de Koninklijke Militaire Academie in Breda waarna hij officier werd bij de cavalerie. Na enige tijd volontair te zijn geweest bij de gemeentesecretarie van Princenhage werd Everwijn Lange in 1924 benoemd tot burgemeester van Maarn. Tot dan was al meer dan 70 jaar de burgemeester van Doorn ook de burgemeester van Maarn. Hij werd in 1942 ontslagen waarna Maarn een NSB'er als burgemeester kreeg. Na de bevrijding in 1945 keerde Everwijn Lange terug in zijn oude functie. Hij ging midden 1951 met pensioen en overleed in 1973 op 87-jarige leeftijd. 